# Observatorio de Anatolia Oriental
El Observatorio de Anatolia Oriental (turco: Doğu Anadolu Gözlemevi, abreviado, DAG) es una propuesta para un observatorio astronómico terrestre de la Universidad Atatürk en Erzurum, Turquía.

## Planteamiento
El proyecto de establecer un observatorio en Erzurum lo realiza el Centro de Investigación y Aplicación de Astrofísica de la Universidad Atatürk con la coordinación científica y técnica del Observatorio Nacional del TÜBİTAK y el apoyo financiero del Ministerio de Desarrollo, del Gobierno de la provincia de Erzurum, 40 universidades y siete observatorios en la región. Es el proyecto más grande del país respecto la astronomía, la astrofísica y la ciencia espacial. Está previsto que el proyecto se divida en tres fase: el DAG (telescopio, habitáculo, edificios e infraestructuras), el FPI (instrumentos de plano focal y óptica adaptativa) y el MCP (planta de recubrimiento de espejos).
El observatorio se construirá en un terreno de 2,5 km² sobre la colina Karakaya a 3,170 m sobre el nivel del mar dentro de la estación de esquí de Konaklı, a 25 km al sur de Erzurum. Presentará el primer telescopio infrarrojo de Turquía. El telescopio con un diámetro de espejo de 4 m. se construirá en la tecnología óptica adaptativa (OA). La solicitud de licitación para el diseño y la construcción de la cúpula hemisférica giratoria para albergar el gran telescopio fue ganada por la empresa italiana EIE Group Srl en noviembre de 2015. La finalización del observatorio está programada para fines de 2019.